# Sigmatik
Sigmatik ist ein Begriff aus der Semiotik und verweist auf die Beziehung zwischen Zeichen und Objekt. Diese Beziehung kann auch als "Abbildungsrelation des Zeichens als «Etikett» für ein Objekt" bezeichnet werden.
Während in der Syntax-Ebene eine Kodierung von Zeichen stattfindet, findet in der Ebene der Sigmatik eine reine Abbildung in Form von Daten statt. Diese erhalten ihre Bedeutung in der Semantik-Ebene, wo sie als Nachrichten bezeichnet werden. Erst in der Pragmatik-Ebene erhalten Nachrichten ggf. ihren Zweckbezug und werden dann als Informationen bezeichnet.
Die abbildende Datenbeziehung zwischen dem Zeichen und dem bezeichneten Objekt ist eine Referenz. Die Sigmatik ist folglich die Theorie der Referenz.
Das Konzept der Sigmatik geht auf Georg Klaus zurück.